# ピーター・ミューレンバーグ

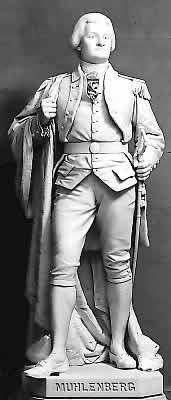
国立彫像ホール・コレクションに収められたミューレンバーグの彫像

ジョン・ピーター・ガブリエル・ミューレンバーグ（英:John Peter Gabriel Muhlenberg、1746年10月1日-1807年10月1日）は、植民地時代、独立戦争時代および戦後のアメリカ合衆国ペンシルベニア州の牧師、軍人、および政治家である。

## 初期の経歴
ミューレンバーグはペンシルベニア植民地のトラップで、ドイツ系アメリカ人のミューレンバーグ（ドイツ語表記はミューレンブルク〔Mühlenburg]）夫妻のヘンリー（ハインリヒ）とアンナ（アンネ）の子供として生まれた。
アカデミー・オブ・フィラデルフィア（現在のペンシルベニア大学）で古典的教育を受け、その後1763年から1766年まで、ドイツ系の父の例に倣い、祖国のドイツのハレ・アン・デア・ザーレにある大学で学んだ。
フィラデルフィアに戻る前に短期間、ドイツの竜騎兵隊で従軍もした。1768年にルーテル教会の聖職者となり、ニュージャージー植民地ベドミンスターでその信徒団代表となった後で、バージニア植民地のウッドストックに移転した。
1770年、ミューレンバーグは同じドイツ系で、成功した陶器職人の娘であるアンナ・バーバラ・"ハンナ"・マイアと結婚した。夫妻には6人の子供が生まれた。1772年にイングランドを訪れ、聖公会の司祭に叙任された。バージニアのダンモア郡（現在のシェナンドー郡）では、その新しい会派の他に安全委員会や通信員会を指導した。1774年にバージニア植民地議会議員に選出され、第一次バージニア協議会の代議員になった。

## 軍歴
1775年の暮れに向かう頃、ミューレンバーグは大陸軍第8バージニア連隊の大佐として部隊を立ち上げ指揮することを認められた。ジョージ・ワシントンが自らミューレンバーグにこの任務を受けることを求め、ミューレンバーグが同意した。しかし、やはり牧師だった弟のフレデリック・オーガスタス・ミューレンバーグは、イギリス軍が自分の目前で自分の教会を焼き払うまで、ミューレンバーグが軍隊に入ることを認めなかった。その事件の後にはフレデリック自身も軍隊に入った。
1800年代半ばにミューレンバーグの従兄弟甥が書いた伝記に拠ると、1776年1月21日、ウッドストックの聖公会でミューレンバーグ牧師は、「全てのものには季節がある」で始まる旧約聖書の第3章コヘレトの言葉からその説教を取り上げた。第8節「戦争のとき、そして平和のとき」を読んだ後、「そして今は戦争の時だ」と宣言し、聖職者のローブを取って大佐の制服を顕わにした。翌日、ミューレンバーグはその郡から300名の兵士を率いて出発し、第8バージニア連隊の中核を形成させた。
ミューレンバーグの部隊はまず南部に駐屯し、サウスカロライナ植民地とジョージア植民地の海岸を守った。1777年初期、その第8バージニア連隊は北部に派遣されてワシントンの主力に合流した。ミューレンバーグはバージニア旅団の准将となり、バレーフォージではナサニエル・グリーンの師団でその旅団を指揮した。ミューレンバーグはブランディワインの戦い、ジャーマンタウンの戦いおよびモンマスの戦いに参戦した。モンマスの戦い後、バージニア旅団の大半は遠く南部に派遣されたが、ミューレンバーグは主に民兵隊からなる部隊を使ってバージニアを守る指揮官を割り当てられた。
1781年のヨークタウンの戦いでは、ラファイエットの軽師団で第一旅団を指揮した。その旅団はマサチューセッツ（10個中隊）、コネチカット（5個中隊）、ニューハンプシャー（5個中隊）およびロードアイランドとニュージャージー（各1個中隊）の各戦列連隊の軽歩兵中隊で構成される軽歩兵団でできていた。この部隊は右翼を担当し大陸軍の大砲をコーンウォリスの防衛軍に近づけるために作られた2本の塹壕に配置された。1781年9月14日にフランス軍のジャン＝ジョセフ・スールバダー中佐が率いる大隊が夜間の銃剣攻撃を率い、第10堡塁を襲った。
1783年に戦争が終わる時、ミューレンバーグは少将に名誉昇進され、ペンシルベニアのモンゴメリー郡に入植した。
ミューレンバーグはシンシナティ協会ペンシルベニア支部の初期メンバーでもあった。

## 政歴
戦後、ミューレンバーグはペンシルベニア邦最高執行委員会の委員に選出された。1787年10月31日には副知事に相当する地位であるこの委員会の副委員長に選ばれた。その副委員長としての任期は不思議な記録で終わった。1788年10月14日、最高執行委員会の議事録では、ミューレンバーグが辞表を提出することなくフィラデルフィアを去ったとなっていた。何故その辞任が必要となったかあるいは期待されたかは記録されておらず、使者が彼の後を追って派遣された。その夜、使者が辞表を持って戻った後、委員会はベンジャミン・フランクリン委員長の家に集合し、ミューレンバーグの後継者としてデイビッド・レディックを選んだ。
ミューレンバーグは第1回のアメリカ合衆国議会にペンシルベニア全州から選ばれる下院議員に選ばれた（弟のフレデリックは同じ議会で議長になった）。1793年には民主共和協会の創立者になった。1793年から1795年と1799年から1801年は民主共和党員としてペンシルベニア州第1選挙区選出のアメリカ合衆国下院議員を務めた。1801年1月にはアメリカ合衆国上院議員となったが、同じ年の6月30日に辞任した。
トーマス・ジェファーソン大統領がミューレンバーグを1801年にペンシルベニア州歳入監督官に、1802年にはフィラデルフィアの関税徴収人に指名した。ミューレンバーグはこの職を死ぬまで務めた。

## 死と遺産
ミューレンバーグは1807年10月1日、61歳の誕生日にペンシルベニア州モンゴメリー郡で死に、トラップのオーガスタス・ルーテル教会墓地に埋葬されている。
ケンタッキー州ミューレンバーグ郡はミューレンバーグに因んで名付けられた。
ペンシルベニア州は1889年にワシントンD.C.アメリカ合衆国議会議事堂の国立彫像ホール・コレクションに、州に割り当てられた2つの彫像の1つとしてピアポントの大理石像を寄贈した。もう1体はやはり1889年に収められたロバート・フルトンの大理石像である。